# Pariaguán
Pariaguán é uma cidade venezuelana, capital do município de Francisco de Miranda.